# Трудовое (Мелитопольский район)
Трудовое (укр. Трудове) — посёлок,
Новониколаевский сельский совет,
Мелитопольский район,
Запорожская область,
Украина.
Население по переписи 2001 года составляло 680 человек.

## Географическое положение
Посёлок Трудовое находится на берегу реки Тащенак,
выше по течению на расстоянии в 1,5 км расположено село Першотравневое,
ниже по течению на расстоянии в 6 км расположено село Новониколаевка.
Река в этом месте пересыхает, на ней сделаны запруды.
Рядом проходит автомобильная дорога Т-0805.

## История
- Согласно сайту Верховной Рады Украины, село было основано в 1890 году[1], хотя недалеко от сельского кладбища была найдена могильная плита, датируемая 1871 годом[2]. На месте будущего села находились хутора немцев-меннонитов под названием Нейтейх и Шёнтейх(исток р. Тащенак), основанные во 2 четверти 19 века Вильгельмом Мартенс и его зятем Давидом Шредером.
- После установления Советской власти в селе разместилась исправительно-трудовая колония НКВД, существовавшая до 1959 года.[2]
- В 1961 году посёлок получил своё нынешнее название Трудовое.[1]

## Объекты социальной сферы
- Школа. Трудовская общеобразовательная школа I—III ступеней расположена по адресу ул. Школьная, 9. В школе 11 классов и 58 учеников. Школа русскоязычная[3]. Из 16 педагогов 8 сами являются выпускниками Трудовской школы. Школа открылась в 1973 году, и её здание было рассчитано на 392 учащихся.[4].

## Достопримечательности
В посёлке сохранилось несколько жилых и хозяйственных построек немецкой колонии Нейтейх. На территории села были найдены жёрнов и три надгробных плиты второй половины XIX века. Одна надгробная плита была найдена в теле плотины одного из ставков. По рассказам жителей села, старые надгробные плиты использовались для укрепления этой плотины.

## Знаменитые жители
- М. П. Морсина, Л. Ф. Платонова и Л. В. Шевченко — работницы племсовхоза «Мелитопольский», Герои Социалистического Труда.[5]